# Taunton (Somerset)
Pronunciação
Taunton (/ ˈtɔːntən /) é uma cidade em Somerset, Inglaterra, com uma população de 69.570 em 2011. Sua história milenar inclui um mosteiro do século X. O Castelo de Taunton, erguido no período anglo-saxão, mais tarde tornou-se um priorado. Os normandos construíram um castelo que pertenceu aos bispos de Winchester; partes reconstruídas da ala interna abrigam o Museu de Somerset e o Museu Militar de Somerset. Durante a segunda revolta da Cornualha de 1497, Perkin Warbeck marchou aqui com um exército de 6.000; a maioria se rendeu a Henrique VII em 4 de outubro de 1497. Em 20 de junho de 1685, o duque de Monmouth se coroou rei da Inglaterra em Taunton em uma rebelião que culminou na Batalha de Sedgemoor. O juiz Jeffreys viveu aqui durante as Avaliações Sangrentas no Grande Salão do Castelo. O Grand Western Canal alcançou Taunton em 1839 e a Bristol and Exeter Railway em 1842. Hoje ele inclui Musgrove Park Hospital, Somerset County Cricket Club e a sede da 40 Commando, Royal Marines. A exposição de flores de Taunton acontece em Vivary Park desde 1866. O Escritório Hidrográfico do Reino Unido fica em Admiralty Way.